# إيفل ديد: ذا غيم
إيفل ديد: ذا غيم (بالإنجليزية: Evil Dead: The Game)‏ هي لعبة فيديو قادمة من تطوير شركة سايبر إنتراكتيف، اللعبة مبنية على سلسلة أفلام إيفل ديد. من المقرر إصدار اللعبة على أجهزة مايكروسوفت ويندوز،نينتندو سويتش،بلاي ستيشن 4، بلاي ستيشن 5، إكس بوكس ون وإكس بوكس سيريس إكس وسيريس أس في فبراير 2022.